# 舒拉 (烏克蘭)
48°46′19″N 28°58′13″E / 48.77194°N 28.97028°E
舒拉（烏克蘭語：Шура），是烏克蘭西南部的村落，隸屬文尼察州的圖利欽區。該村面積0.76平方公里，海拔高度237米，2001年人口55，人口密度每平方公里71.99人。